# Reakcja endoenergetyczna

Schematyczny wykres zmiany entalpii swobodnej podczas procesu endoenergetycznego

Reakcja endoenergetyczna – reakcja chemiczna, która pochłania energię z otoczenia w dowolnej postaci. Np. efektem endoenergetycznej reakcji elektrolitycznej, która zachodzi w trakcie ładowania ogniwa galwanicznego, jest pobór energii elektrycznej. Reakcji endoenergetycznej nie należy mylić z reakcją endotermiczną, która może, lecz nie musi być procesem endoenergetycznym (nie będzie nim, jeśli praca wykonana przez układ reagujący przewyższy wartość ciepła pobranego przez ten układ z otoczenia; stwierdzenie to jest prostą konsekwencją pierwszej zasady termodynamiki).
Odwrotnością reakcji endoenergetycznej jest reakcja egzoenergetyczna.

## Przykłady reakcji endoenergetycznych
CaCO3 _temp._͕ CaO + CO2↑
NH4HCO3 _temp._͕ NH3↑ + H2O↑ + CO2↑